# Abrochia fulvisphex
Abrochia fulvisphex är en fjärilsart som beskrevs av Druce 1898. Abrochia fulvisphex ingår i släktet Abrochia och familjen björnspinnare. Inga underarter finns listade i Catalogue of Life.